# Haswell (Colorado)
Haswell es un pueblo ubicado en el condado de Kiowa en el estado estadounidense de Colorado. En el año 2010 tenía una población de 68 habitantes y una densidad poblacional de 30,9 personas por km².

## Geografía
Haswell se encuentra ubicada en las coordenadas 38°27′6″N 103°9′47″O / 38.45167, -103.16306.

## Demografía
Según la Oficina del Censo en 2000 los ingresos medios por hogar en la localidad eran de $30,938, y los ingresos medios por familia eran $32,500. Los hombres tenían unos ingresos medios de $31,875 frente a los $9,750 para las mujeres. La renta per cápita para la localidad era de $15,638. Alrededor del 27,3% de la población estaba por debajo del umbral de pobreza.